# سانتا مارغاريدا إ إلس مونخوس
بلدية سانتا مارغاريدا إي إلس مونجوس (بالكاتالانية: Santa Margarida i els Monjos) هي إحدى بلديات مقاطعة برشلونة، والتي تقع في منطقة كاتالونيا، شرق إسبانيا.
يبلغ عدد سكانها 6.459 نسمة وفقاً لإحصائية سنة (2007).